# Гаррісон Тауншип (округ Бедфорд, Пенсільванія)
Гаррісон Тауншип (англ. Harrison Township) — селище (англ. township) в США, в окрузі Бедфорд штату Пенсільванія. Населення — 932 особи (2020).

## Демографія
Згідно з переписом 2010 року, у селищі мешкали 972 особи в 387 домогосподарствах у складі 285 родин. Було 596 помешкань
Расовий склад населення:
| - 97,1 % — білих - 0,8 % — вихідців з тихоокеанських островів - 0,4 % — корінних американців - 0,2 % — чорних або афроамериканців - 0,1 % — азіатів |

До двох чи більше рас належало 1,3 %. Частка іспаномовних становила 1,4 % від усіх жителів.
За віковим діапазоном населення розподілялося таким чином: 22,3 % — особи молодші 18 років, 57,5 % — особи у віці 18—64 років, 20,2 % — особи у віці 65 років та старші. Медіана віку мешканця становила 44,7 року. На 100 осіб жіночої статі у селищі припадало 103,3 чоловіків;  на 100 жінок у віці від 18 років та старших — 99,7 чоловіків також старших 18 років.
Середній дохід на одне домашнє господарство  становив 58 503 долари США (медіана — 40 000), а середній дохід на одну сім'ю — 65 355 доларів (медіана — 46 667). Медіана доходів становила 47 679 доларів для чоловіків та 26 917 доларів для жінок. За межею бідності перебувало 12,9 % осіб, у тому числі 17,1 % дітей у віці до 18 років та 4,9 % осіб у віці 65 років та старших.
Цивільне працевлаштоване населення становило 396 осіб. Основні галузі зайнятості: освіта, охорона здоров'я та соціальна допомога — 17,2 %, будівництво — 17,2 %, роздрібна торгівля — 10,4 %, науковці, спеціалісти, менеджери — 10,4 %.